# Ernst Wentzler
Ernst Albert Max Wentzler, né le 3 septembre 1891 à Hann. Münden, et mort le 9 août 1973 au même endroit, est un pédiatre allemand, impliqué dans la sélection des victimes du programme d'« euthanasie des enfants sous le Troisième Reich.

## Biographie
Wentzler voit son cursus de médecine interrompu par la Première Guerre mondiale, pendant laquelle il sert dans un hôpital militaire à Hanovre. Il reprend ses études à l'université de Göttingen et devient en 1919 Docteur en médecine. Il s'établit après 1923 comme pédiatre à Berlin-Frohnau et ouvre sa clinique privée, la Kinderklinik Frohnau. Il y développe un modèle de couveuse.

## Activité pendant le Troisième Reich
Il adhère au NSDAP (numéro 3.756.952) en avril 1936, et devient également membre de la SA, de l'ordre nazi des médecins, du Deutsche Arbeitsfront, comme du secours populaire national-socialiste. Il préside à partir de 1938 l'association des cliniques pédiatriques allemandes.
Sa clinique est alors renommée Clinique pédiatrique allemande. Elle soigne les enfants de hauts responsables nazis, notamment ceux de Viktor Brack, Hans Hefelmann, Werner Blankenburg, Walther Darré et Hermann Göring . Le fils de Kurt Blome y décède après réaction à un vaccin.

### Participation à «l'euthanasie» des enfants
Wentzler est recruté par Karl Brandt en 1939 pour planifier le programme « d'euthanasie » des enfants. Il gère ensuite avec Hans Heinze et Werner Catel la sélection des victimes au sein de la Commission du Reich pour l'enregistrement scientifique des souffrances héréditaires et congénitales graves. Wentzler travaille également à la rédaction d'un projet de loi sur l'euthanasie.
Il est tenu pour peu probable qu'un « établissement pédiatrique spécialisé », c'est-à-dire un centre de mise à mort, ait existé au sein même de la clinique de Wentzler. Des documents internes de la clinique attestent cependant de meurtres d'enfants handicapés commis sur place. 

## Après-guerre
Wentzler s'établit après-guerre à Hann. Münden et pratique comme pédiatre. Il continue à gérer sa clinique pédiatrique berlinoise jusqu'en 1964. Une procédure judiciaire du tribunal de Hambourg le mettant en cause ainsi que 20 autres personnes impliquées dans le programme « d'euthanasie » est stoppée le 19 avril 1949. En dépit de meurtres d'enfants avérés, le tribunal estime alors qu'il manque de preuves pour établir l'illéicité des actes commis.

## Publications
- Die Entwicklung der Pneumothoraxtherapie in den letzten Jahren: Aus der Medizinischen Universitätsklinik Göttingen, Anklam, Göttingen 1920, thèse de médecine de 1919.
- Rachitis-Verhütung: Gemeinverständl. Darst. d. Wesens, d. Verbreitung, Erkenng u. Verhütg d. "Englischen Krankheit" zum Verständnis d. v. d. Reichsgesundheitsführg angeordneten Maßnahmen, In: Schriftenreihe der Reichsgesundheitsführung. H. 1, Berlin, Vienne 1942.
- Besser Vorbeugen - als Heilen!: Über Krankheitsverhütung im Säuglings- u. Kindesalter f. Eltern u. Erzieher. Quatre éditions entre 1933 et 1947.
- Richtige Ernährung, gesunde Kinder.  Réédité et corrigé depuis 1929, la dernière édition  étant : Richtige Ernährung für Kinder vom Neugeborenen bis zum Schulkind: Mit Kochvorschriften u. krankheitsverhütenden Vorschlägen, Goldmann, Munich 1968.